# Albert af Riga
Albert af Riga (Albert von Buxthövden, Albrekt) var biskop af Riga i 1200-tallet. Biskoppen stiftede Sværdbroderordenen, grundlagde den Tyske Ordens Østersøprovins og grundlagde byen Riga. Albert af Riga blev født i Nordtyskland i midten af 1100-tallet og døde den 17. januar 1229. Han tilhørte antagelig adelsslægten Appeldern fra den nordtyske by Bremen.
Albert af Riga var kannik i den tyske by Bremen, da han i 1199 blev udnævnt til biskop af Livland (Dagens Estland og Letland) som var blevet udpeget af den tysk-romerske kejser som mål for kristnings- og kolonialiseringsområde for tyske riddere. I Livland efterfulgte Albert biskop Berthold, som var faldet i et slag mod livlænderne. Albert kom til Livland om foråret 1200. Han ledede en styrke af hvervede, hovedsagelig fra Sachsen, som omfattede 23 kampklare skibe. I 1201 flyttede Albert biskopssædet fra byen Yxkull til Riga, som han grundlagde sammen med gotlandske købmænd samme år. Året efter stiftede han Sværdbroderordenen, Brødrene af Kristi ridderskab. Ordenens opgave var at forsvare bispedømmet og underlægge sig og kue de baltiske befolkningsgrupper i området omnkring byen og dermed sikre den lukrative handel langs floden Daugava.
Alberts mænd fik borge i de nye områder for deres tjenester. Han rejste selv til Tyskland og Rom for at bede om støtte til et egentligt korstog mod Livland. Albert erobrede, med sværdriddernes hjælp, på kort tid områderne på begge sider af den nedre Daugava. I 1207 fik han overdraget Livland som len af den tyske kejser, og samme år gav han en tredjedel af det erobrede område til Sværdridderordenen. Senere kom han i konflikt med ordenen, og dette blev indledningen til en næsten hundredårig lang strid mellem biskoppen og ordenen. Albert erobrede også Semgallen i 1219 og forsøgte til og med at indtage Estland, men det mislykkedes. Albert søgte en alliance med Danmarks konge Valdemar Sejr, men i stedet erobrede Valdemar selv landet samme år. I stedet indtog og kristnede Albert Ösel i 1227.
De kirkelige forhold blev ordnet i 1224 af den pavelige udsending Vilhelm af Sabina. I 1225 blev Albert udnævnt til tysk rigsfyrste.